# プーシーの丘

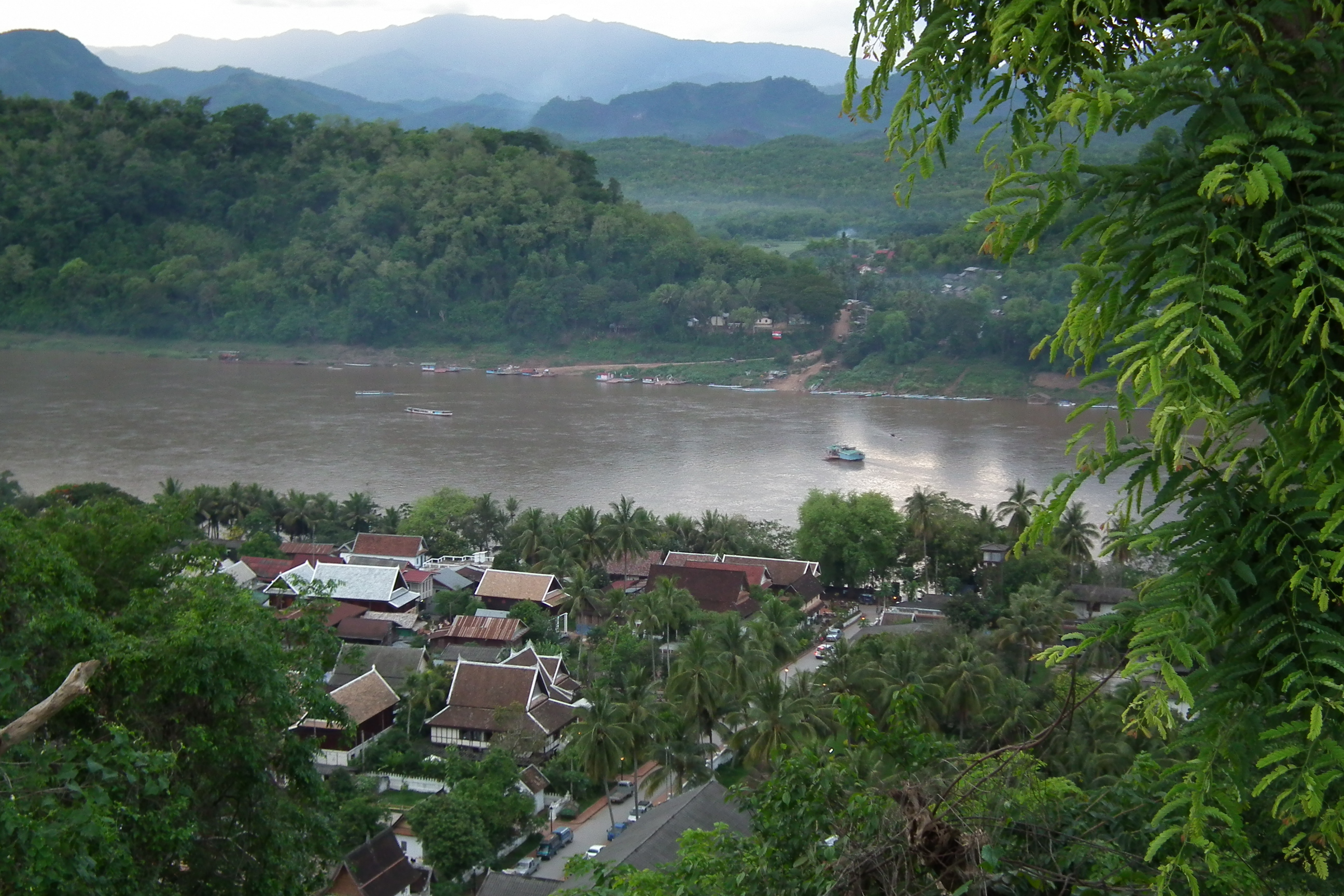
プーシーの丘から見るメコン川とルアンプラバーンの町並み

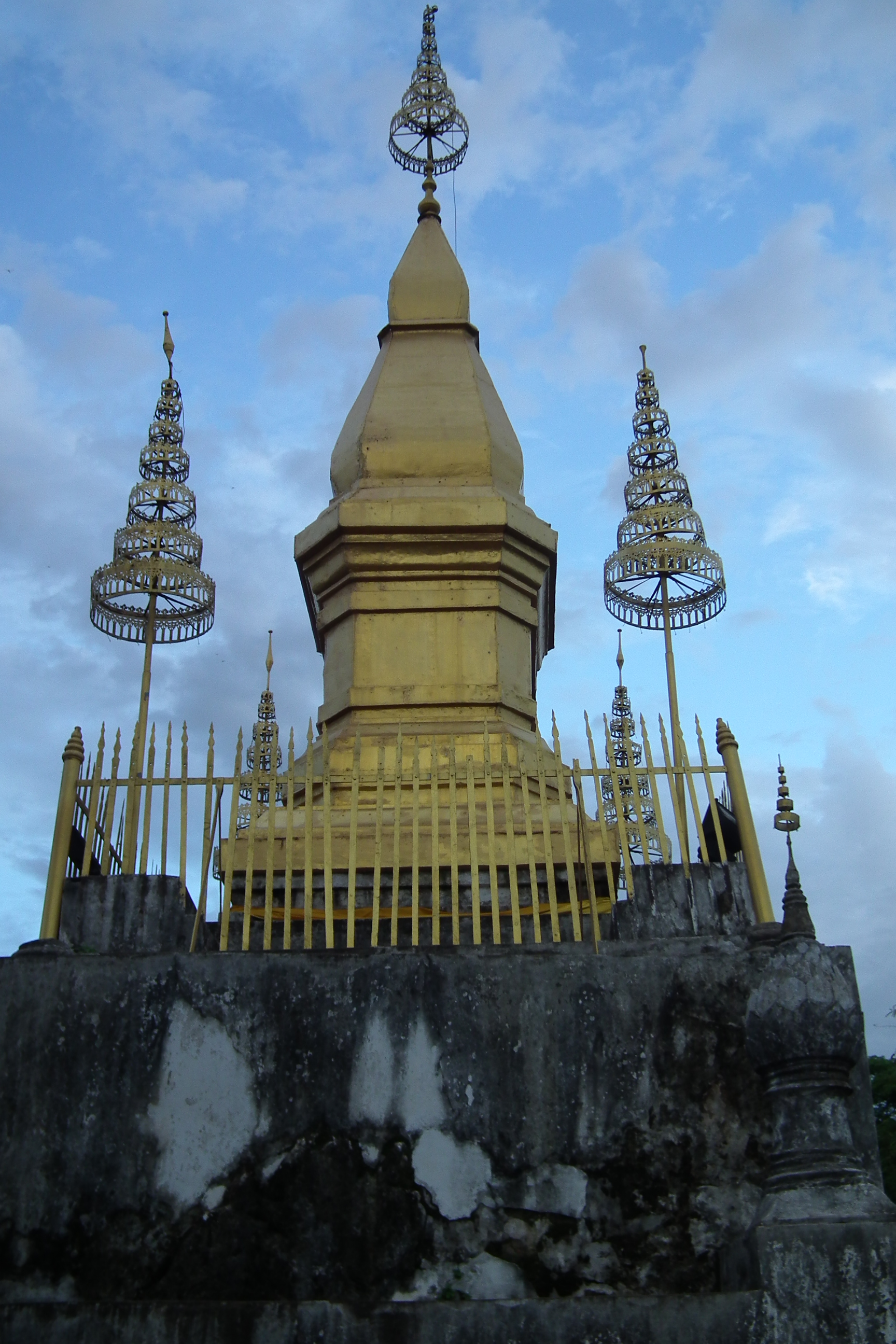
タート・チョムシー

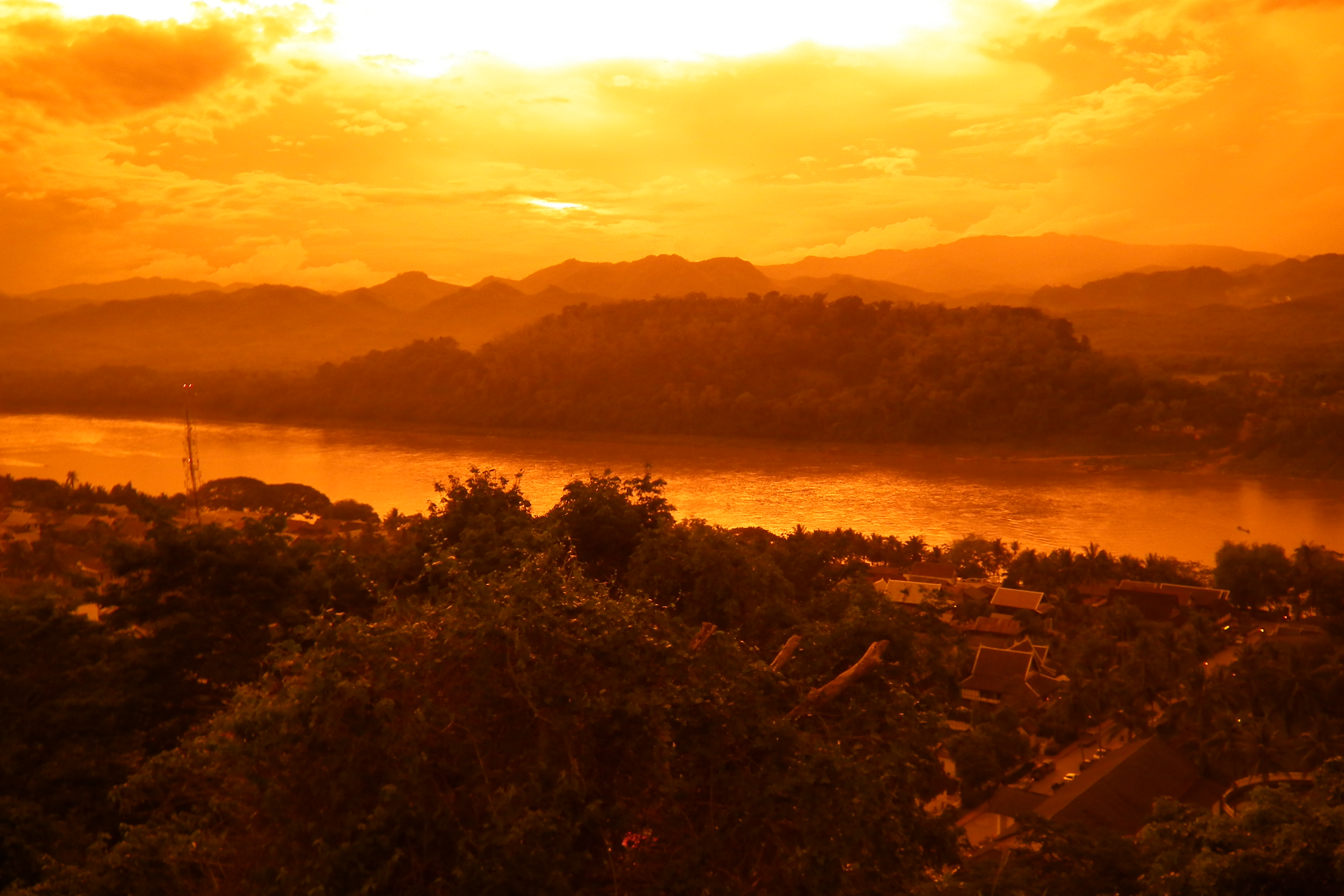
プーシーの丘から見るメコン川の夕日

プーシーの丘（‐おか、英:Phou si、Phu Si）は、ラオスのルアンプラバーン市内にある高さ約150mの小高い丘。海抜は700mある。

## 概要

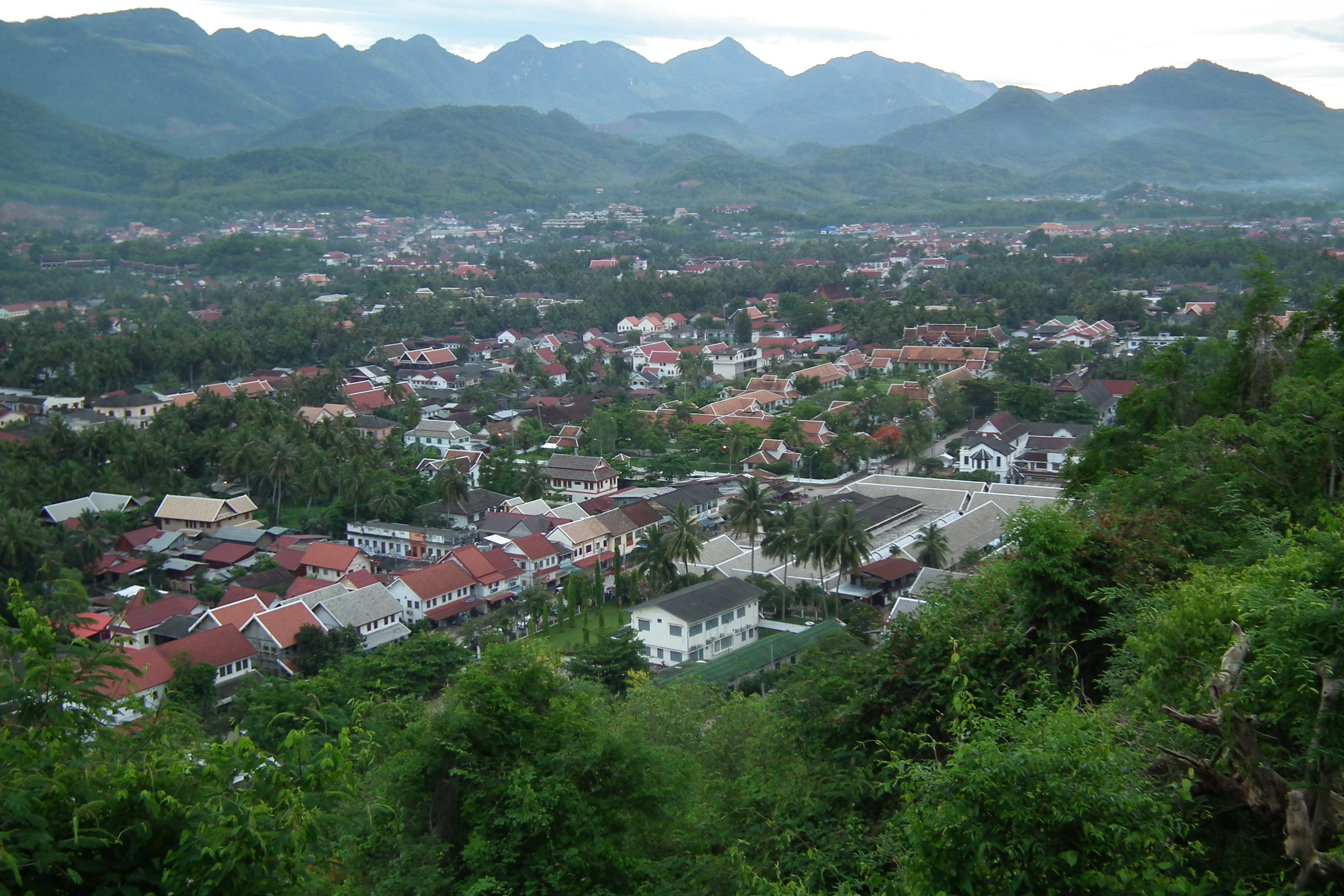
プーシーの丘から見るルアンプラバーンの町並み（世界遺産）

頂上からは町全体が世界遺産に登録されているルアンプラバーン市内やメコン川とナムカーン川を一望できる。ほぼ360度の展望が可能で、観光の中心となっている。また、メコン川の向こう側に沈む夕日が見られる絶好のビューポイントで、夕刻の参拝者が特に多く、狭い山頂はひと時にぎわいを見せる。王宮博物館のすぐ向かいに登り口があり、観光客は途中で入場料を支払い328段の階段を上る。頂上にはタート・チョムシーという金色に塗色された仏塔が建つ他、北側には砲台の跡が残る。ときおり頂上では仏事が執り行われることがある。この塔は夜間にはライトアップされ、ルアンパバーンの地味な夜景に彩を添えている。

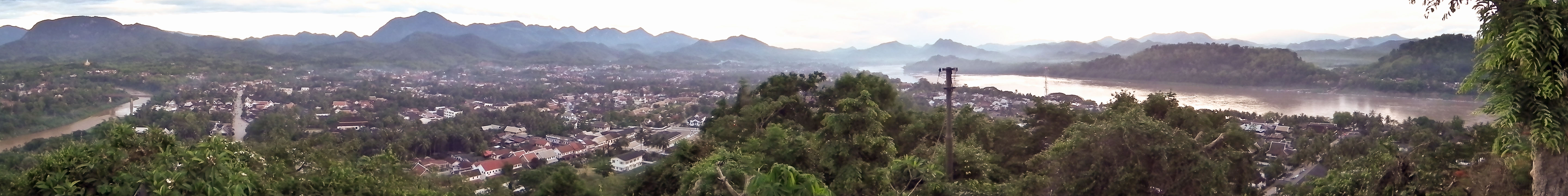
プーシーの丘から西方を見る

一般的な登山ルートは、王宮博物館前からだが、帰路は反対側の別の階段を下りると、比較的最近に設置された黄金の仏像や、仏足の納められた岩穴などを鑑賞できる。このルートは、途中さらに2方向に分かれ、シーサワンウォン通りに下りるルートとナムカーン川に沿った道に出るルートがある。

## 名の由来
この山には、かつてアマ・ルーシーとニョティカ･ルーシーという2人の仙人が神の導きによりたどり着き、ルアンパバーンの町を造ったという伝説が残されていることから、「仙人（ルーシー）の山（プー）」と名づけられた。

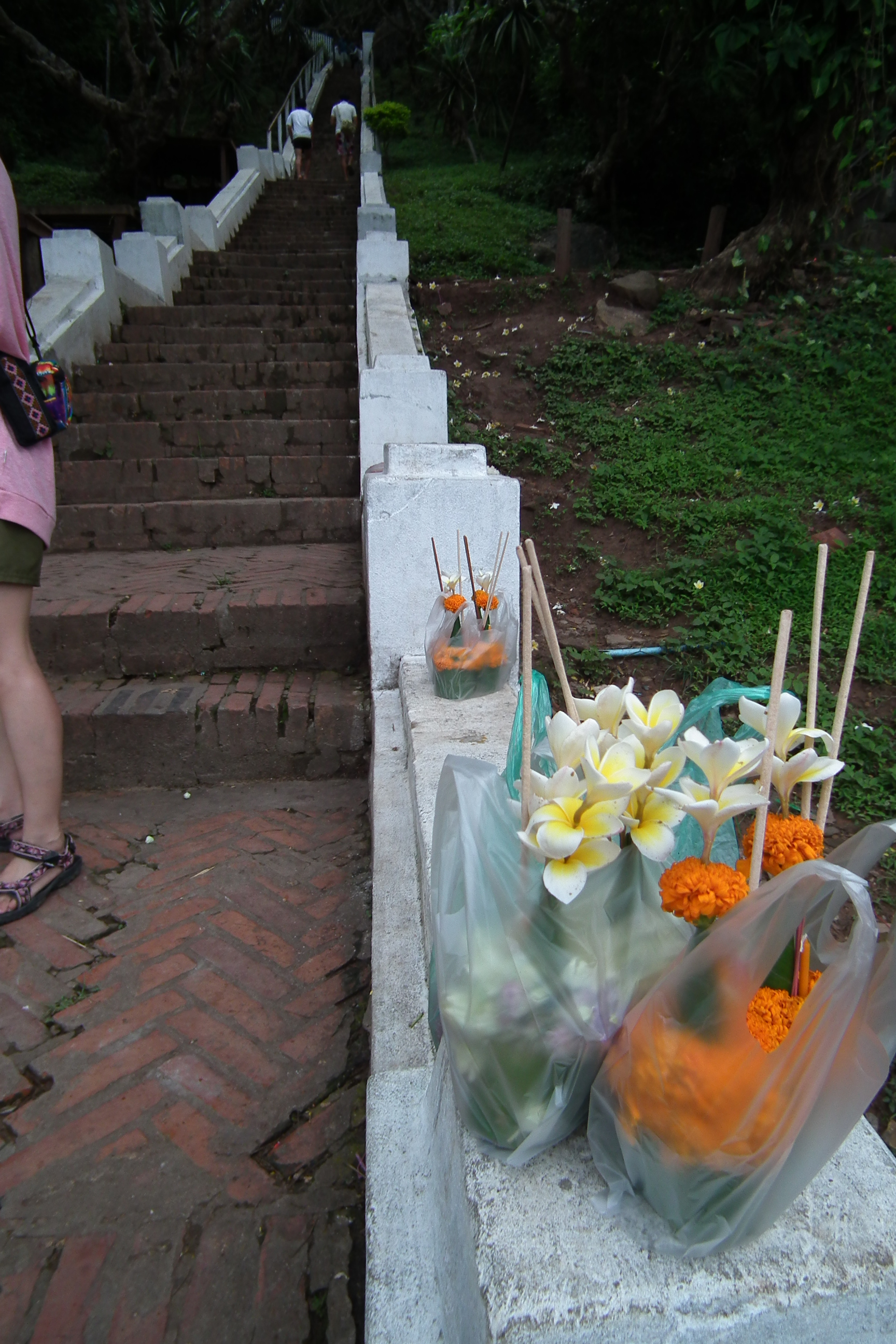
プーシーの丘登山口階段と売られている御供え物。328段ある。

## 交通アクセス
- ルアンプラバーン王宮博物館前から、徒歩20分。
- 入場料　20000kip（2011年5月現在）　※現在ルアンプラバーンの観光地のほとんどの入場料は、20000kipに統一されている。